# Naturschutzgebiet Almetal (Büren)

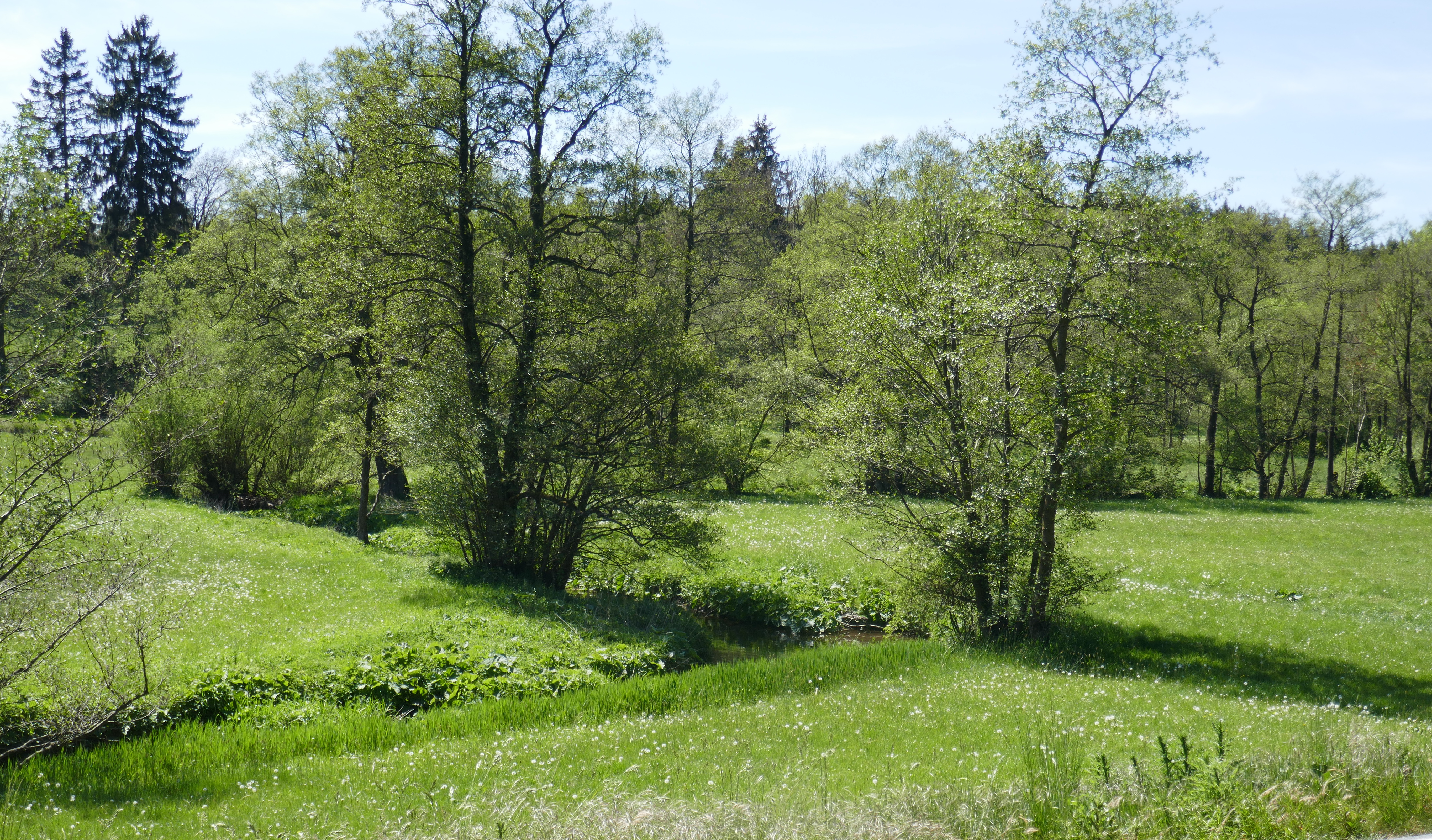
Almetal

Das Naturschutzgebiet Almetal mit 8,9 ha Flächengröße liegt im Stadtgebiet von Büren im Kreis Paderborn. Das Naturschutzgebiet (NSG) wurde 1996 vom Kreistag mit dem Landschaftsplan Büren-Wünnenberg ausgewiesen. Das Gebiet ist seit 2004 als FFH-Gebiet Wälder und Quellen des Almetals (DE 4517-301) geschützt. Das NSG gehört seit 2023 zum Vogelschutzgebiet Diemel- und Hoppecketal mit angrenzenden Wäldern. Direkt südlich grenzt im Stadtgebiet Brilon bzw. im Hochsauerlandkreis das Naturschutzgebiet Almetal an. Östlich liegt nur von der Landstraße L 637 getrennt das NSG Leiberger Wald.

## Gebietsbeschreibung
Beim NSG handelt es sich um das Almetal. Neben dem Fluss gehört die Aue zum NSG. In der Aue befinden sich Bruchwälder, Auwaldrelikte und bachbegleitende Erlenwälder. In der Aue finden sich auch Feucht- und Nassgrünländer.